# Eopselaphus sexmaculatus
Eopselaphus sexmaculatus es una especie de coleóptero de la familia Oedemeridae.

## Distribución geográfica
Habita en Celebes (Indonesia).